# Dendrophidion prolixum
Dendrophidion prolixum — вид змій родини полозових (Colubridae). Мешкає в Колумбії і Еквадорі.

## Поширення і екологія
Dendrophidion prolixum мешкають на тихоокеанських низовинах та в західних передгір'ях Анд в Колумбії і північно-західному Еквадорі (Есмеральдас). Вони живуть у вологих тропічних лісах. Зустрічаються на висоті від 930 до 1189 м над рівнем моря.